# Marion Laborde
Marion Laborde (Dax, 9 dicembre 1986) è un'ex cestista francese.

## Carriera
Con la Francia ha disputato i Giochi olimpici di Londra 2012, i Campionati mondiali del 2010 e i Campionati europei del 2011.